# Мюра-Систриер, Мишель Франсуа
Мишель Франсуа де Систриер де Мюра (фр. Michel François de Sistrières de Murat; 1765—1825) — французский военный деятель, бригадный генерал (1813 год), участник революционных и наполеоновских войн.

## Биография
15 августа 1778 года начал военную службу в артиллерии в качестве ученика. 5 апреля 1780 года переведён в пехоту в звании временного младшего лейтенанта. 21 октября 1785 года в звании лейтенанта зачислен в Легион Майбуа. С 1783 по 1786 годы служил в Голландии. 3 августа 1789 года присоединился к Национальной гвардии Вик-сюр-Сера в качестве майора. 15 сентября 1791 года определён с чином лейтенанта в 12-й пехотный полк. 20 мая 1792 года стал старшим аджюданом 3-го батальона гренадер в Северной армии. 31 мая 1792 года избран подполковником Легиона Центра.
22 июня 1793 года получил звание командира бригады, и возглавил 20-й полк конных егерей в Арденнской армии. 25 сентября 1793 года был ранен в перестрелке при Жамуане и в тот же день отстранён от службы вследствие аристократического происхождения. 2 ноября 1793 года произведён народными представителями в дивизионные генералы и заменил генерала Эли на посту коменданта Живе. 26 ноября 1793 года был поставлен во главе 2-й дивизии Арденнской армии, однако 6 февраля 1794 года был заменён генералом Шарбоннье. В марте 1794 года вновь был отстранён от службы и оставался без назначения. Вернувшись на родину, исполнял обязанности заседателя мирового суда кантона, и 23 июня 1797 года получил разрешение выйти в отставку в звании командира бригады. 29 января 1799 года женился на Элизабет-Катрин Коффиналь (фр. Elisabeth-Catherine Coffinhal; 1773—), от которой имел сына Жана-Батиста-Эжена (фр. Jean-Baptiste-Eugene de Murat-Sistrieres; 1801—1880).
1 декабря 1806 года возвратился к активной службе, и был зачислен простым солдатом в полк Ордоннансовых жандармов. 11 января 1807 года получил звание вахмистра. 10 ноября 1807 года произведён в командиры эскадрона 4-го кирасирского полка. Участвовал в Австрийской кампании 1809 года. 22 мая получил несколько сабельных ударов в ходе сражения при Эсслинге, где потерял двух лошадей, убитых под ним. 6 июля ранен пулями в голову и правое бедро в сражении при Ваграме.
8 августа 1809 года произведён в полковники, и был назначен командиром 4-го кирасирского полка. 7 сентября 1811 года возглавил 9-й кирасирский полк. Принимал участие в Русской кампании 1812 года, в сражении при Бородино получил штыковое ранение в левое бедро. В ходе Саксонской кампании 1813 года был тяжело ранен 27 августа в сражении при Дрездене пушечным ядром, убившим его лошадь и раздробившим правое бедро, в результате чего ногу полковнику пришлось ампутировать. 2 сентября 1813 года вышел в отставку с производством в бригадные генералы.
С 1814 по 1818 год занимал пост президента генерального совета Канталя.
Умер 2 сентября 1825 года в Вик-сюр-Сере в возрасте 60 лет.

## Воинские звания
- Младший лейтенант (5 апреля 1780 года);
- Лейтенант (21 октября 1785 года);
- Лейтенант-полковник (31 мая 1792 года);
- Полковник (22 июня 1793 года);
- Дивизионный генерал (2 ноября 1793 года);
- Вахмистр (11 января 1807 года);
- Командир эскадрона (10 ноября 1807 года);
- Полковник (8 августа 1809 года);
- Бригадный генерал (2 сентября 1813 года).

## Награды
Легионер ордена Почётного легиона (13 августа 1809 года)
 Офицер ордена Почётного легиона (11 октября 1812 года)
 Кавалер военного ордена Святого Людовика (13 февраля 1815 года)